# نابية (عمارة)
النابِيَّة في الهندسة المعمارية زخرفةٌ موجودة في الحلى المعمارية في أعمال العصور الوسطى في بداية القرن الثاني عشر والتي يُعتقد أن الصليبيين قد أدخلوها. عُثر على أقدم مثال في القاعة في رباط عمون في مملكة موآب في الأردن (نحو 614) التي بناها الساسانيون حيث تزين القوالب القوسية للأروقة العمياء والممرات الخيطية. يتكون النموذج من أربع بتلات زهور تشكل مربعًا أو شكلًا ماسيًا ذو عناصر مركزية. تحتوي البتلات على شكل أنياب مخروطية مدببة أو سن عين أو سنب.

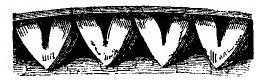
زخرفة النابيّة

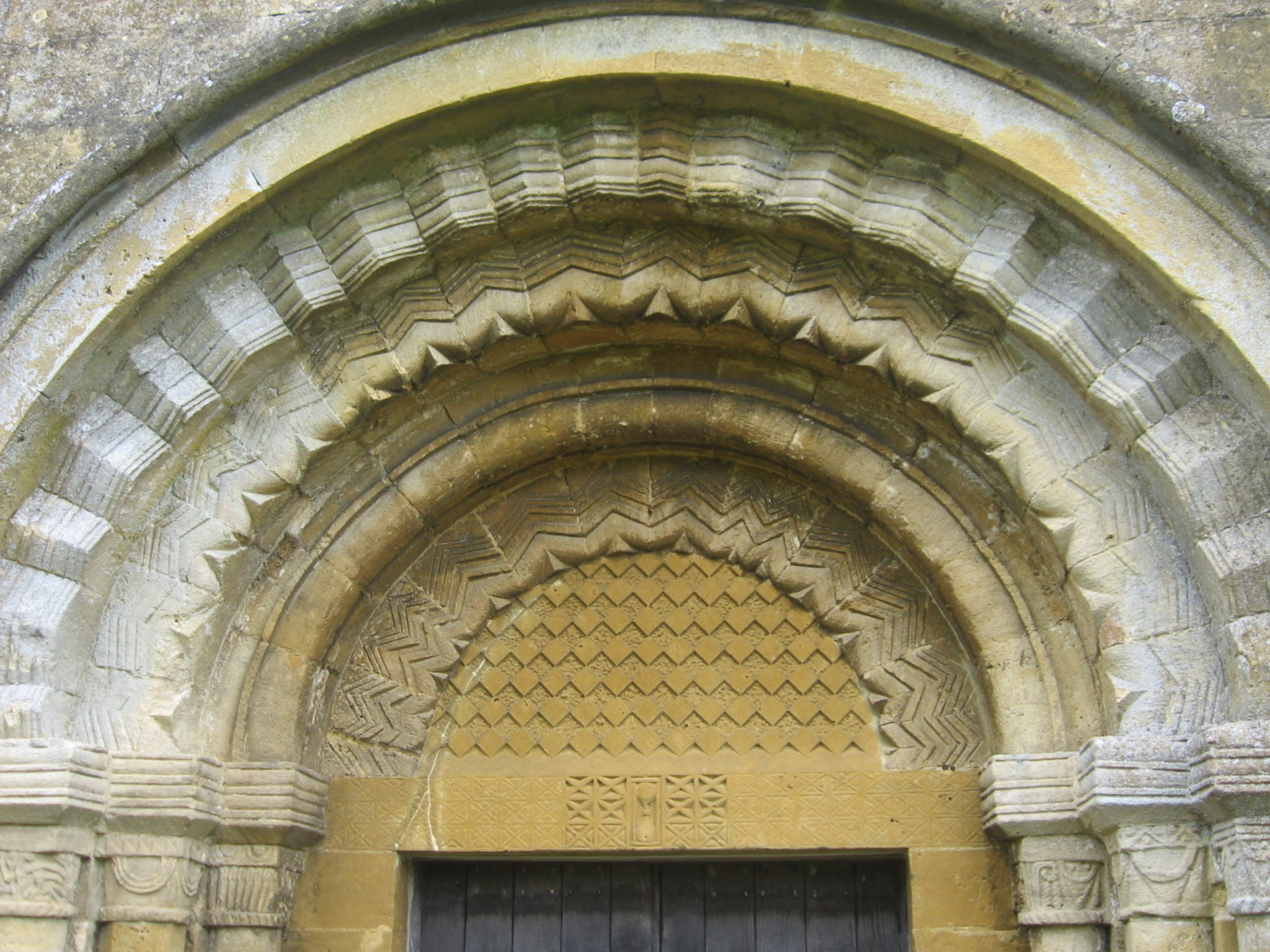
قوس النُرمان في كنيسة القديس ميكائيل وجميع الملائكة في غُلُستَرشِير ، إنجلترا

الزخرفة ذاتها مطبقة في حنية كنيسة في مُرانة بالقرب من البندقية. طُورت في القرنين الثاني عشر والثالث عشر فن حفر الخشب ولذلك فقدت شكلها البدائ، ولكنه يشكل أجمل ميزة زخرفية.